# パプ・ムッサ・ディアカテ
パプ・ムッサ・ディアカテ（Pape Moussa Diakhatè, 1989年4月22日 - ）は、セネガル・ピキン出身のサッカー選手。エヴィアン・トノン・ガイヤールFC所属。ポジションはミッドフィールダー。

## 経歴
セネガルでプレーしていた時にACFフィオレンティーナのスカウトに見出され、17歳で同クラブの下部組織に加入する。それ以前にフランスのクラブとの練習試合の際に欧州移籍のチャンスがあったが、試合時間内でのアピールが叶わず逃している。当初身体的なポテンシャルは秘めていたが、渡伊後にゾーンマーキングやセットプレーといった戦術面を磨く。
プリマヴェーラでの試合で頭角を現し、半年後にはトップチームに登録され、2008年のプレシーズンにはトップチームの合宿に参加している。無名の若手選手を見抜く才に優れたフィオレンティーナのSDパンタレオ・コルヴィーノは「多くの才能を持った選手がフィオレンティーナの下部組織に存在するが、その中でもディアカテは飛びぬけたポテンシャルを秘めている」と評価していた。
2016年6月より、エッチェッレンツァ（イタリア5部）のACヴィルトゥス・ボルツァーノへ加入した。